# Église Saint-Augustin d'Espagnac
L'église Saint-Augustin d'Espagnac est une église catholique située à Espagnac sur le territoire de la commune d'Espagnac-Sainte-Eulalie, dans le département du Lot, en France. Bâtie à l'emplacement d'un ancien prieuré, cette église gothique date des XIIIe – XIVe siècles ; elle est classée monument historique.

## Historique
L'église Saint-Augustin était l'église du monastère Notre-Dame de Val-Paradis. Elle avait été précédée par un premier prieuré fondé vers 1150 par le bienheureux Bertrand de Griffeuil. Il est cédé à l'abbaye de la Couronne, en Charente. Le prieuré est confié au début du XIIIe siècle à une communauté de chanoinesses de Saint-Augustin.
Aymeric Hébrard de Saint-Sulpice, évêque de Coïmbra, prend sous sa protection le monastère et le fait reconstruire. La reconstruction de l'église est achevée vers 1289. Le tombeau d'Aymeric Hébrard de Saint-Sulpice a été érigé avant 1295. La nef actuelle est contemporaine du  tombeau de l'évêque. 
Le chevet actuel est le résultat d'une reconstruction. Elle est datée à partir de l'identification des armoiries représentées sur une clef de voûte et sur l'écu du gisant d'un chevalier. Edmond Albe donnait ces armoiries aux Calvignac.  Louis d'Alauzier y reconnaissait les armes des Cardaillac-Brengues et le gisant d'Hugues, chevalier, écuyer du pape Jean XXII en 1316-1317, marié à Bernarde de Trian, nièce du pape. Il rendit hommage en 1321 à l'évêque de Cahors pour la terre de Calvignac. Il est décédé en 1342. On peut remarquer que le tombeau de Gaillard de Cardaillac, grand archidiacre de la cathédrale de Rodez, mort en 1359, porte les mêmes armoiries, sans le lion. À partir de cette hypothèse, on peut dater la reconstruction du chevet des années 1320-1340.
Les deux chapelles latérales ont été réalisées dans la première moitié du XIVe siècle.
La moitié occidentale a été laissée en ruines lors de la restauration des bâtiments au XVIIe siècle. L'église a alors été réduite au chevet et à une travée et demie de la nef. La nef en comportait quatre ou cinq à sa construction.
L'édifice est classé au titre des monuments historiques le 11 avril 1906.
Plusieurs objets sont référencer dans la base Palissy.

## Description
L'église est à nef unique. Les ruines de la nef sont romanes. Le chevet est de style gothique. L’abside pentagonale est voûtée de croisées d’ogives. Les clefs sont sculptées aux armes de la famille Cardaillac de Brengues-Montbrun.